# Henrik Hägglund
För andra betydelser, se Henrik Hägglund (olika betydelser).
Henrik Vilhelm Hägglund, född 7 januari 1873 i Lund, död där 16 december 1945, var en svensk präst. Han var son till Johan Henrik Hägglund och far till Henrik och Bengt Hägglund.
Hägglund avlade prästexamen 1897, blev komminister i Helsingborg 1909, kyrkoherde i Hjärnarps församling 1915, teologie doktor 1925 och assistent vid praktisk teologisk kurs i Lund 1929. Han blev emeritus 1939. 
Hägglund författade bland annat Henric Schartau: till hundraårsminnet (om Henric Schartau, 1924) och I Schartaulärjungarnas krets: minnen och livsintryck (1941).
Henrik Hägglund ingick äktenskap den 3 oktober 1905 med faderns fosterdotter Nina Hägglund (1880-1967).